# Hannelore Mattig
Hannelore Mattig (ur. w Berlinie) – niemiecka kolarka torowa i szosowa reprezentująca NRD, dwukrotna medalistka torowych mistrzostw świata.

## Kariera
Pierwszy sukces w karierze Hannelore Mattig osiągnęła w 1965 roku, kiedy na torowych mistrzostwach świata w San Sebastián zdobyła srebrny medal w indywidualnym wyścigu na dochodzenie. W zawodach tych wyprzedziła ją jedynie Belgijka Yvonne Reynders, a trzecie miejsce zajęła reprezentantka ZSRR Aino Pouronen. W tej samej konkurencji Mattig wywalczyła brązowy medal na rozgrywanych rok później mistrzostwach świata we Frankfurcie, przegrywając tylko z Brytyjką Beryl Burton i ponownie Yvonne Reynders. W latach 1966, 1967 i 1969 zdobywała mistrzostw NRD w szosowym wyścigu ze startu wspólnego, w latach 1965-1969 była mistrzynią kraju w indywidualnym wyścigu na dochodzenie, a w 1968 i 1969 roku zwyciężała w sprincie.